# Дунавска бановина
Дунавска бановина је била управна јединица Краљевине Југославије успостављена Законом о називу и подели Краљевине на управна подручја од 3. октобра 1929. године који је донео краљ Александар I Карађорђевић. Доношењем Септембарског устава 1931. године бановина је постала управна и самоуправна јединица. Међу девет бановина била је највећа после Савске бановине.

## Територија и границе
Обухватала је Војводину — Банат, Бачку и Барању и већи део Срема, затим целу Шумадију, Пожаревачку Мораву и Стиг. Од великих градова ван Војводине у овој бановини били су Крагујевац, Пожаревац и Смедерево. Првобитно су Шид и Сремска Митровица били укључени у Дринску бановину, али су после енергичних протеста тих срезова припојени Дунавској бановини, јер чине саставни део Војводине.
Београд је са Панчевом и Земуном чинио подручје Управе града Београда. Зато је главни град Дунавске бановине био Нови Сад, а не Београд. Седиште бановинске администрације налазило се у Банској палати.
Када је 26. августа 1939. године дошло до споразума Цветковић-Мачек и стварања Бановине Хрватске, у њу се укључене Савска и Приморска бановина, али и Шидски и Илочки срез који су одвојени од Дунавске бановине. 1941. године, после Априлског рата, распада Краљевине Југославије и укључења Бачке и Барање у окупациону зону Мађарске, а Срема у тзв. Независну Државу Хрватску, крња Дунавска бановина (Банат и Шумадија) је само формално постојала као управна јединица Недићеве Србије, а њено управно седиште се налазило у Смедереву. Власт у бановини је била у рукама немачке окупационе управе и квислиншких органа власти. Крајем 1941. године, бановина се укида а њена територија се дели на нове административне јединице — округе.
- Карта Дунавске бановине (1937).
- Границе Дунавске бановине 1941.

## Управа
На челу бановине се налазио бан који је био представник краљевске власти у бановини. Постављао га је и разрешавао краљ. Самоуправна тела су била: Бановинско веће и Бановински одбор.

## Политика
Формирање бановина није задовољило оне политичке снаге које су тражиле не административну регионализацију, већ стварање федералних јединица од тзв. историјских покрајина у које је спадала и Војводина. Али повезивање Војводине са Шумадијом наилазило је и на повољан пријем, поготово међу Војвођанима у Београду (Вељко Петровић, Станоје Станојевић и др.). Сматрало се да српски живаљ не би имао апсолутну већину да је бановину чинила само територија Војводине.

## Демографија
У време формирања површина Дунавске бановине била је 31.479 km2 са 2.387.495 становника. Било је 56,9 % Срба и Хрвата, 18,2 % Мађара и 16,3 % Немаца, као и известан проценат Словака, Румуна, Русина, Рома и др. Православно становништво је чинило 54,9 % од укупног броја становника, римокатоличко 35,3 %, а евангелиста је било 7,9 %.
| православна       | 1.393.269 |
| римокатоличка     | 774.691   |
| евангелистичке    | 167.871   |
| остале хришћанске | 29.660    |
| исламска          | 2.660     |
| без конфесије     | 18.961    |
| УКУПНО            | 2.387.295 |

- Говорни језици у северном делу Дунавске бановине 1931. године
- Говорни језици у северном делу Дунавске бановине 1931. године

## Градови
Највећи градови у бановини били су:
- Нови Сад
- Суботица
- Петровград (данас Зрењанин)
- Сомбор
- Велика Кикинда (данас Кикинда)
- Митровица (данас Сремска Митровица)
- Крагујевац
- Смедерево
- Пожаревац

## Банови Дунавске бановине
| Портрет | Ред | Име и презиме (Датум рођења и смрти) | Почетак мандата           | Крај мандата        | Странка |
| ------- | --- | ------------------------------------ | ------------------------- | ------------------- | ------- |
|         | 1.  | Дака Поповић (1886—1967)             | 1929                      | до 16. јануара 1930 |         |
|         | 2.  | Радослав Дуњић (1871—1948)           | именован 16. јануара 1930 | 1930                |         |
|         | 3.  | Светомир Матић (1870—1931)           | 1930                      | 1931                |         |
|         | 4.  | Милан Николић (1877—1943)            | 1931                      | 1933                |         |
|         | 5.  | Добрица Матковић (1887—1973)         | 1933                      | 1935                |         |
|         | 6.  | Милојко Васовић                      | 1935                      | 1935                |         |
|         | 7.  | Светислав Пауновић                   | 1935                      | 1936                |         |
|         | 8.  | Светислав Рајић (1889—1941)          | 1936                      | 1939                |         |
|         | 9.  | Јован Радивојевић (1883—1946)        | 1939                      | 1940                |         |
|         | 10. | Бранко Кијурина (1891—1962)          | 1940                      | 1941                |         |
|         | 11. | Милорад Влашкалин (1890—1984)        | 1941                      | 1941                |         |